# Gordian Knot
I Gordian Knot sono stati un supergruppo progressive metal statunitense, fondato e diretto da Sean Malone. Al progetto hanno partecipato molti nomi noti tra cui Steve Hackett dei Genesis, Bill Bruford dei King Crimson e Yes, Ron Jarzombek dei Watchtower e Spastic Ink anche Jim Matheos dei Fates Warning, e molti componenti di altri gruppi di Malone come Cynic e John Myung dei Dream Theater.

## Stile
La musica dei Gordian Knot è una miscela stilistica di rock-progressivo, metal e Fusion, che ricorda la musica strumentale di Robert Fripp (per esempio nei brani Grace con lo stesso Robert Fripp e Evening Star).
Notevole è l'uso del contrappunto, che spesso è presentato in diversi livelli di intreccio; complesse sono anche le strutture melodiche, armoniche e ritmiche.
La musica di Gordian Knot fa molto affidamento alle melodie diatoniche (anche se a volte comprende dissonanze fuori scala per aggiungere un sapore jazz-fusion). L'interazione tra i diversi strumenti, tutti interpretati da strumentisti di talento, consente di comunicare facilmente le varie linee melodiche intrecciate, fatte da armonie inusuali e ritmi (tra chitarra, basso e la batteria) che stupiscono l'ascoltatore.
I Gordian Knot non possono essere classificati in un genere senza considerare alcuni aspetti della loro musica. Ad esempio il pezzo Komm, süsser Tod, komm sel'ge è una trascrizione di un brano con lo stesso nome di Johann Sebastian Bach, mentre altri dei loro pezzi, più in particolare Grace, hanno un tocco di musica classica, tipo Bach, con sapore barocco, tutto in contrappunto, con intrecci di linee melodiche diatoniche fatte con il Chapman Stick. I Gordian Knot viaggiano attraverso diversi generi musicali di difficile classificazione.

## Formazione

### Ultima
- Paul Masvidal - voce, chitarra (1998-2020)
- Sean Malone -  basso, chitarra, tastiera (1998-2020)
- Ron Jarzombek - chitarra (2004-2020)
- Kevin Moore - tastiera (1998-2020)
- Sean Reinert - batteria (1998-2020)

### Ex componenti
- Adam Levy - chitarra (1998-2000)
- Trey Gunn - chitarra (2000-2002)
- Jim Matheos - chitarra (2002-2004)

## Discografia
- 1999 – Gordian Knot
- 2003 – Emergent